# Jacques de Balduina
 (juin 2017).
Pour les articles homonymes, voir Filon (homonymie).
Giacomo ou Jacques de Balduina, séculairement Beniamino Filon (2 août 1900, Balduina - 21 juillet 1948, Lourdes), est un prêtre catholique italien, de l'Ordre des Frères mineurs capucins, connu comme le saint confesseur d'Udine. La cause pour sa béatification a été engagée par l'Église catholique, qui l'a reconnu vénérable le 16 juin 2017.

## Biographie
Beniamino Filon naît le 2 août 1900 à Balduina dans une famille d'agriculteurs modestes ; il est le huitième de dix enfants. À l'âge de 17 ans, il rejoint le séminaire des Frères mineurs capucins de Rovigo. Sa formation est cependant interrompue par son service militaire qu'il effectuera à Milan de 1918 à 1919. Le 27 novembre 1922, il intègre le noviciat des capucins à Vérone sous le nom de frère Giacomo de Balduina. Après avoir complété ses études en théologie et philosophie, il est ordonné prêtre le 21 juillet 1929 à Venise. 
En 1931, il est nommé au monastère d'Udine. Bien que souffrant d'une encéphalite léthargique, maladie très douloureuse, Giacomo de Balduina reste enfermé dans son confessionnal toute la journée, accueillant les pénitents qui sont de plus en plus nombreux. Rapidement sa réputation grandit et on l'appelle bientôt le saint confesseur d'Udine. Amical et bon, il aurait en plus été doté du même don que celui de saint Padre Pio (1887-1968) : celui de lire dans les cœurs. Certains pénitents n'avaient même pas besoin de dire leurs fautes puisque le Père Giacomo les citaient avant eux-mêmes. 
Son état de santé devient critique et il s'offre comme victime pour la sanctification des prêtres. Le 19 juillet 1948, il s'en va en pèlerinage à Lourdes. Ce jour-là il célèbre sa dernière messe. Le 21 juillet, il est transporté à la grotte de Massabielle. Il meurt dans la soirée en chantant le magnificat.

## Béatification
16 juin 2017 : proclamé vénérable par le pape François